# Interstate 470 (Kansas)
Pour les articles homonymes, voir Interstate 470.
L'Interstate 470 (I-470) est une autoroute auxiliaire de 13,72 miles (22,08 km) qui contourne le centre-ville de Topeka, Kansas. 
L'I-470 débute à un échangeur avec l'I-70 dans l'ouest de Topeka et s'oriente généralement vers le sud-est en formant un multiplex avec la US 75. Quelques miles plus à l'est, l'I-470 rencontre l'I-335 et le Kansas Turnpike. L'I-470 fait partie du Kansas Turnpike à partir de cette intersection. À partir de là, l'autoroute se dirige généralement vers le nord-est pour passer par le sud-est de Topeka. Après avoir parcouru 7,03 miles (11,31 km) comme Kansas Turnpike, l'I-470 atteint son terminus est à l'I-70.

## Description du tracé

### Segment gratuit
L'I-470 débute à l'ouest de Topeka à un échangeur avec l'-70, la US 40 et la K-4. La US 75 approche l'échangeur depuis l'est et se joint à l'I-470. L'autoroute se dirige vers le sud-est aux limites ouest de la ville. L'autoroute croise trois échangeurs donnant accès à Topeka. Plus loin, la US 75 se sépare de l'I-470.

### Kansas Turnpike
L'autoroute arrive à poste de péage, puis, à un échangeur où elle semble se terminer. Elle y rencontre l'I-335 et le Kansas Turnpike. L'I-335 se termine alors que l'I-470 poursuit à l'est avec le Kansas Turnpike. L'autoroute se dirige au nord-est pour se terminer à l'I-70.

## Liste des sorties
| Interstate 470                  |              |       |       |                                                                   |                                                                   | |
| Comté                           | Municipalité | mi    | km    | Sortie                                                            | Intersections / Destinations                                      | Notes |
| Shawnee                         | Topeka       | 0,00  | 0,00  | 1A                                                                | I-70 / US 40 / K-4 (en) / US 75 nord – Salina, Kansas City        | Terminus ouest du multiplex avec US 75; sortie 355 de l'I-70                                                                                     |
| Shawnee                         | Topeka       | 1,05  | 1,69  | 1B                                                                | Huntoon Street, Wanamaker Road                                    | |
| Shawnee                         | Topeka       | 2,22  | 3,57  | 2                                                                 | 21st Street                                                       | |
| Shawnee                         | Topeka       | 3,35  | 5,39  | 3                                                                 | 29th Street, Fairlawn Road                                        | |
| Shawnee                         | Topeka       | 4,30  | 6,92  | 4                                                                 | Gage Boulevard                                                    | |
| Shawnee                         | Topeka       | 5,74  | 9,24  | 5                                                                 | US 75 sud / Burlingame Road                                       | Terminus est du multiplex avec US 75 |
| Shawnee                         | Topeka       | 6,60  | 10,60 | 6                                                                 | Topeka Boulevard                                                  | Dernière sortie gratuite |
| Shawnee                         | Topeka       | 6,63  | 10,67 | Poste de péage de South Topeka Terminus ouest de la route à péage | Poste de péage de South Topeka Terminus ouest de la route à péage | Poste de péage de South Topeka Terminus ouest de la route à péage                                                                                |
| Shawnee                         | Topeka       | 6,69  | 10,77 | 177                                                               | I-335 / Kansas Turnpike sud – Emporia, Wichita                    | Terminus ouest du multiplex avec Kansas Turnpike; sortie 177 de l'I-470 ouest; les numéros de sortie sont ceux du Turnpike                       |
| Shawnee                         | Topeka       | 13,72 | 22,08 | 182                                                               | I-70 ouest / US 40 / K-4 (en) – Topeka, Valley Falls              | Sortie direction est, entrée direction ouest |
| Shawnee                         | Topeka       | 13,72 | 22,08 | 183                                                               | I-70 / Kansas Turnpike est – Lawrence, Kansas City                | Terminus est du multiplex avec Kansas Turnpike; sortie direction est, entrée direction ouest; la route continue comme I-70 / Kansas Turnpike est |
| - Terminus de multiplex - Péage |              |       |       |                                                                   |                                                                   | |